# Celiptera valina
Celiptera valina är en fjärilsart som beskrevs av William Schaus 1901. Celiptera valina ingår i släktet Celiptera och familjen nattflyn. Inga underarter finns listade i Catalogue of Life.